# Pebble

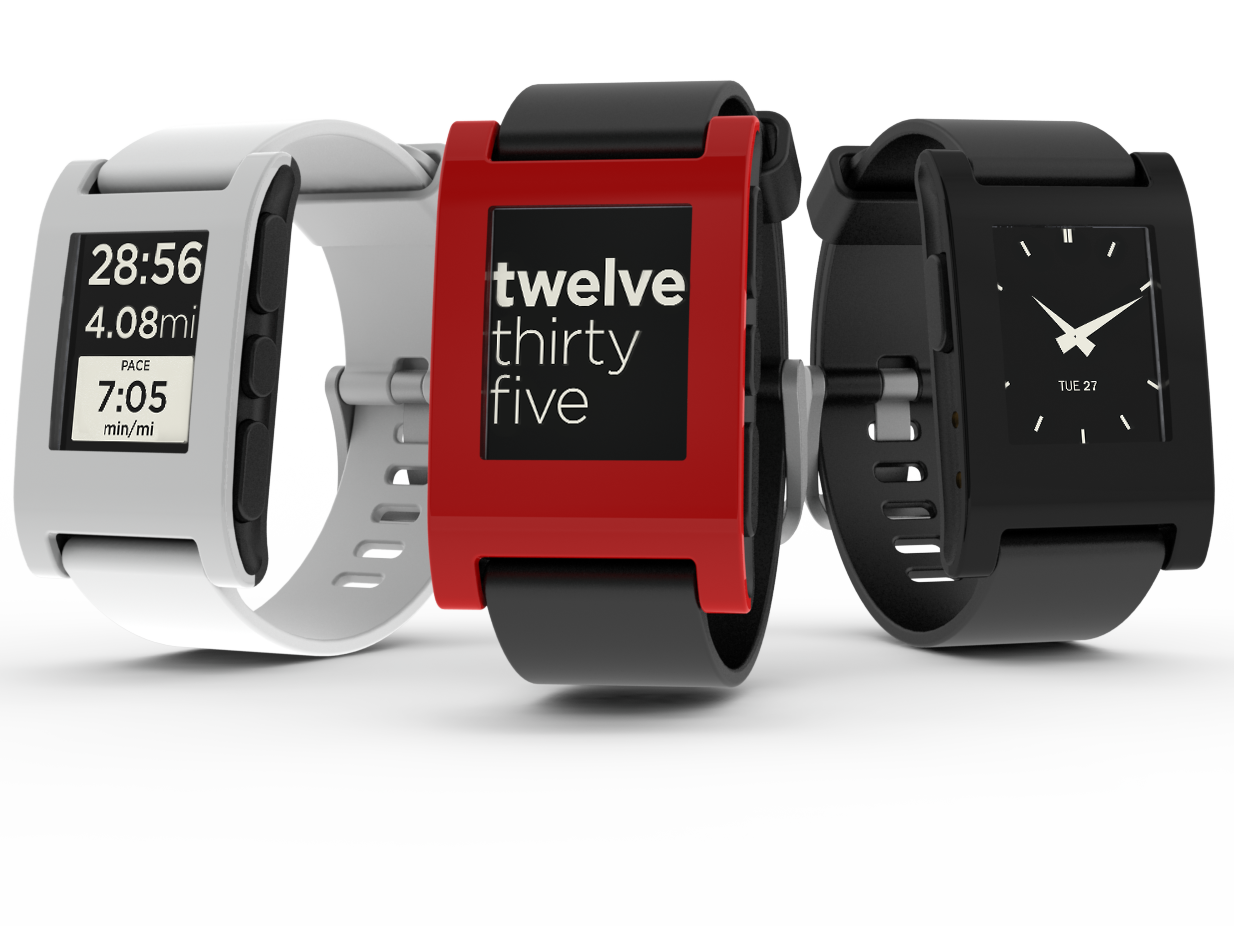
Hodinky Pebble

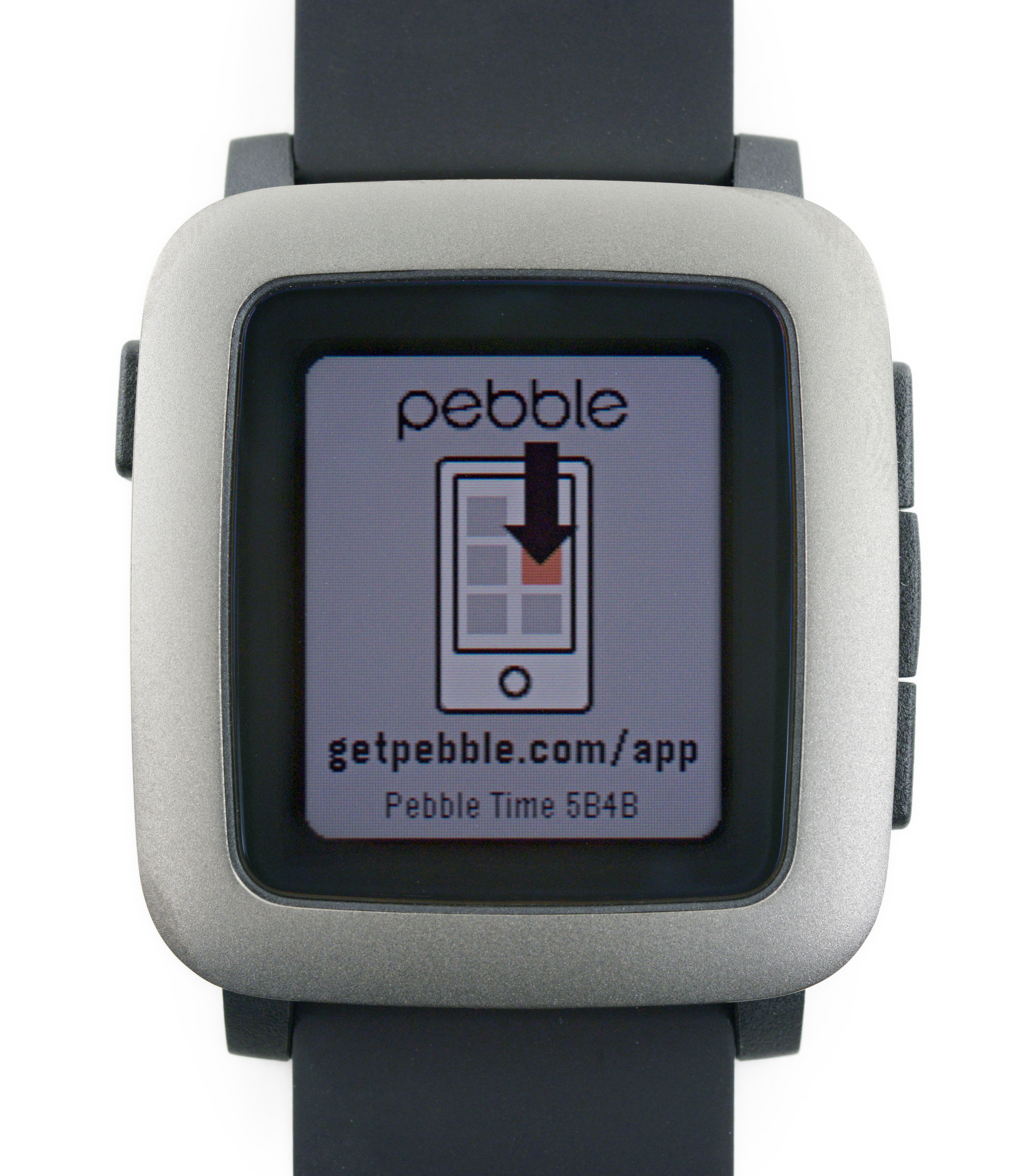
Pebble Time

Pebble jsou chytré hodinky od společnosti Pebble Technology Corporation.
Na trh byly uvedeny roku 2013, jejich produkce byla ukončena roku 2016. Financování probíhalo prostřednictvím kampaně na Kickstarteru, která probíhala na jaře 2012 a vydělala 10,3 milionu dolarů. V té době to byl nejvíce financovaný projekt v historii Kickstarteru. Ve svých počátcích patřily chytré hodinky Pebble k průkopníkům své oblasti.
Hodinky Pebble jsou kompatibilní s operačními systémy android a iOS. Připojení k telefonu se provádí pomocí technologie Bluetooth a vyžaduje instalaci aplikace do telefonu. Hodinky připojené k telefonu umožňují ovládat hudbu, přijímat oznámení o SMS i jiných zprávách a hovorech, zobrazit náhled kalendáře atd. Také obsahují krokoměr a statistiky pohybu uživatele (pro sportovní aktivity). Základní funkce lze rozšířit instalací dalších aplikací (dokonce umožňuje i hraní jednoduchých her typu Pong, 2048, nebo Tetris). Hodinky mají LCD displej a ovládají se pomocí čtyř tlačitek.

## Modely
- Pebble Classic (2013)
- Pebble Steel (2014)
- Pebble Time (2015)
- Pebble 2 (2016)
- Time 2 (2016)
- Pebble Core (2016)